# Gustaf Flink
Gustaf Flink, född 18 januari 1849 i Ås socken, Skaraborgs län, död 11 januari 1931 i Stockholm, var en svensk mineralog.
Flink avlade folkskollärarexamen i Göteborg 1869 samt blev lärare vid Stockholms folkskolor 1871. Han åtföljde Adolf Erik Nordenskiöld på Svenska Grönlandsexpeditionen 1883 till Island för insamlande av mineral och växtfossil och besökte samma ö 1893. Av danska Kommissionen for ledelsen af geologiske og geografiske undersøgelser i Grønland hade han 1897 i uppdrag att anställa mineralogiska undersökningar på Sydgrönland. Han var 1905-16 assistent vid Naturhistoriska riksmuseets avdelning för mineralogi. Därefter ägnade han sig så gott som uteslutande åt de enastående fyndorterna inom Långbans gruvfält i Värmland. Han publicerade en lång rad uppsatser i olika vetenskapliga tidskrifter.
Flink promoverades till filosofie hedersdoktor vid Uppsala universitet 1900. Mineralet flinkit är uppkallat efter honom.